# Großsteingräber von Aldersro

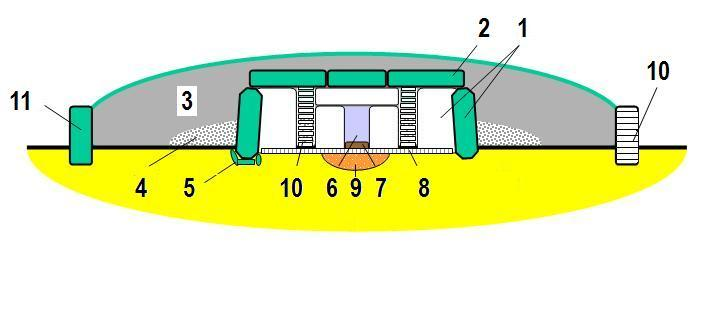
Schema Ganggrab (Querschnitt): 1=Trag-, 2=Deckstein, 3=Erdhügel, 4=Dichtung, 5=Verkeilsteine, 6=Zugang, 7=Schwellenstein. 8=Bodenplatten, 9=Unterbodendepots, 10=Zwischenmauerwerk 11=Randsteine

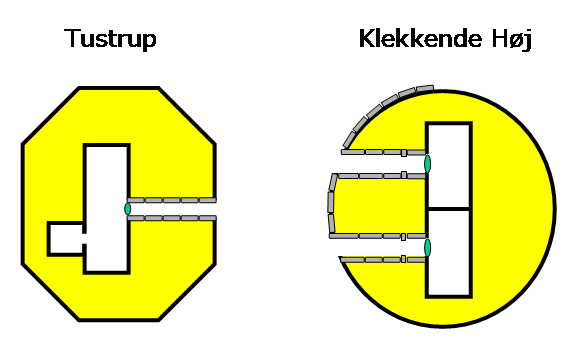
Prinzipskizze eines Doppelganggrabes rechts

Die Großsteingräber von Aldersro östlich von Kalundborg auf der dänischen Insel Seeland wurden im Jahre 1993 erneut untersucht. Unweit vom Doppelganggrab (dänisch dobbeltjættestue vergl. Olshøj von Kærby) liegen zwischen Værslev und Kærby die Megalithanlagen von Aldersro. Die Straße Langmosevej zerschneidet seit alters her die Hügel der Ganggräber. Es gab eine Diskussion darüber, ob es ursprünglich zwei getrennte oder ein gemeinsamer Hügel waren. 1993 fand man dank des teilweise erhaltenen Randsteinringes heraus, dass es ursprünglich zwei sehr eng benachbarte, separate Hügel waren. Das Großsteingrab stammt aus der Jungsteinzeit etwa 3500–2800 v. Chr. und ist eine Megalithanlage der Trichterbecherkultur (TBK) und ist eine Bauform jungsteinzeitlicher Megalithanlagen, die aus einer Kammer und einem baulich abgesetzten, lateralen Gang besteht. Diese Form ist primär in Dänemark, Deutschland und Skandinavien, sowie vereinzelt in Frankreich und den Niederlanden zu finden.

## Form

### Die westliche Anlage
Der Zugang, von dem alle sieben Tragsteine und zwei der mindestens drei Decksteine erhalten sind, führt in eine polygonale Kammer mit allen acht Tragsteinen und einem der beiden Decksteine. Das kleine Ganggrab hat Ähnlichkeit mit einem Polygonaldolmen.

### Das Doppelganggrab
Die größere der beiden Anlagen, die ein Doppelganggrab bilden, hat einen schräg ansetzenden Gang. Ihre zehn Tragsteine, von denen zwei gleichzeitig zur Türkonstruktion gehören, und einer der Decksteine des Ganges sind erhalten. Die Kammer aus 13 Tragsteinen (einer ist zugleich Bestandteil der kleineren Kammer) und zwei ihrer drei Decksteine sind erhalten. 
Die kleinere Kammer der Doppelanlage hat einen kürzeren Gang, von dem alle Tragsteine, aber keiner der vermutlich zwei Decksteine erhalten sind. Die Kammer aus zehn Tragsteinen (einer ist zugleich Bestandteil der größeren Kammer) und drei der einst vier Decksteine sind erhalten.

### Die östliche Anlage
Die östliche Anlage ist nurmehr rudimentär erhalten, hat allerdings noch eine Reihe von Randsteinen ihrer Hügeleinfassung bewahrt.

## Grabungsgeschichte
1880 fand man unter anderem einige Äxte, Meißel und Feuersteinabschläge. In den 1980er Jahren startete eine mehrjährige Restaurierung. Bei den Untersuchungen des Dänischen Nationalmuseums in den Jahren 1937 und 1941 waren aus Sicherheitsgründen einige Decksteine von den Kammern abgehoben und auf der Oberfläche abgelegt worden. Ein Teil der Arbeiten im Jahr 1993 bestand darin, sie wieder sicher auf ihren ursprünglichen Plätzen abzustellen. Bei den Sanierungsarbeiten 1993 wurde klar, dass die Anlagen spezieller als gedacht waren und die Untersuchung länger als ursprünglich geplant andauern würde.

## Funde in der Kammer
Man fand einige ungestörte Gräberkomplexe mit Knochen und Grabbeigaben. Falls man sich entschieden hätte nicht auszugraben, hätte die Anlage abgedeckt werden müssen und eine lokale Sehenswürdigkeit wäre verborgen worden. Die Überraschung über den Fund war besonders groß, da die Anlage im 18. und 19. Jahrhundert mehrfach untersucht worden war.
Bei der Ausgrabung der westlichen Kammer wurde festgestellt, dass mehrere Schichten aus verschiedenen Epochen der Jungsteinzeit existierten. Unter den Knochen befanden sich auch Bernsteinperlen, Fragmente von Keramik und Objekte aus Feuerstein. Das Ergebnis der Untersuchungen zeigte, dass die Anlage nach der ersten Nutzungsperiode (unterste Schicht) eine Zeit lang ungenutzt blieb. Die Knochenschicht der ersten Bestatteten (vermutlich der Träger der TBK) wurde später mit großen Bodenplatten (pietätvoll) bedeckt. Diese neue Bodenlage wird noch während der Jungsteinzeit für zwei separate Niederlegungen (vermutlich der Schnurkeramiker) genutzt.

## Funde im Gang
Zusätzlich zu denen im Ganggrab wurden Knochen im Gang gefunden. Hier lag eine fast 40 cm starke Schicht aus zerbranntem Feuerstein, Skelettteilen und großen Steinplatten, letztere waren auch hier vermutlich Teil des sekundären Bodenbelags. Im Gang lag eine Person, die nur mit den Füßen in der Grabkammer lag. Vermutlich handelt es sich hierbei um eine letzte Bestattung aus der Jungsteinzeit. Ein ähnlicher Fall ist aus dem Møllehøj im Hornsherred bekannt. Die Studie hat gezeigt, dass die Aktivitäten rund um manche Großsteingräber sporadisch erfolgten.
Zusätzlich zu den menschlichen wurde eine Anzahl Tierknochen gefunden. Unter den gesamten Knochen sind 7 % Knochen und Zähne von Tieren, hauptsächlich von Schafen und Ziegen. Vermutlich sind dies Grabbeigaben, da nur bestimmte Teile wie Kiefer in das Großsteingrab gelangten.

## Nordische Bronzezeit
Der Hügel ist während der Bronzezeit – vielleicht noch in der Jungsteinzeit – erodiert und die Decksteine wurden teilweise freigelegt (so sie denn je völlig verdeckt waren). Dies ist unter anderem an zahlreichen Schälchen auf der Oberseite der Decksteine zu erkennen, die in der Regel in die Bronzezeit datiert werden. Wie viele andere Steingräber sind auch die von Aldersro in der frühen Bronzezeit nachgenutzt worden.
Ein Grab der frühen Bronzezeit mit Beigaben war eine weitere Besonderheit, die während der Sanierungsarbeiten entdeckt wurde. Eine verzierte Speerspitze und die Hälfte eines Gürtelhakens (beide aus Bronze), das Fragment eines Belemniten sowie sieben unverzierte Tonscherben, die die Datierung des Grabes bestimmten, wurden geborgen. Eines der Details, die die Untersuchung ergab, war eine Knochenkonzentration in einer Kammer, die zeigte, dass Skelettteile ursprünglich in ein Tuch eingewickelt gewesen sein könnten.
Etwa 400 m westlich liegt der Olshøj.